# Reproducció vegetal

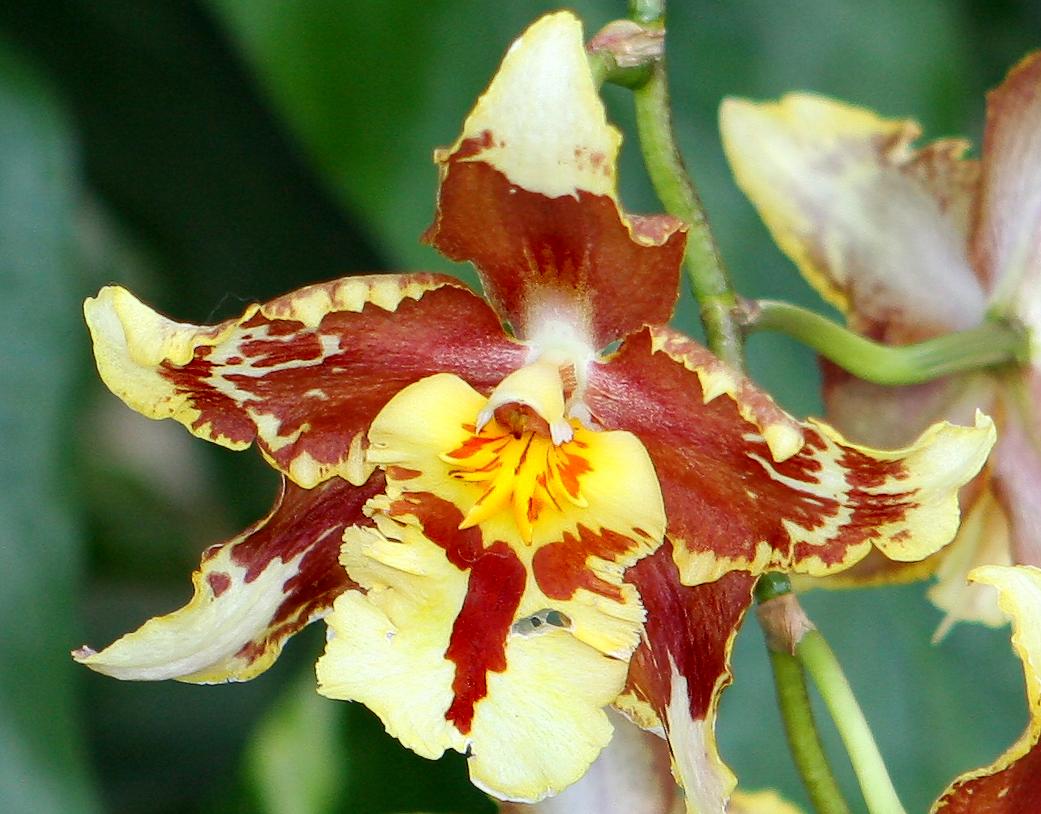
Flor d'una orquídia, exemple de reproducció sexual.

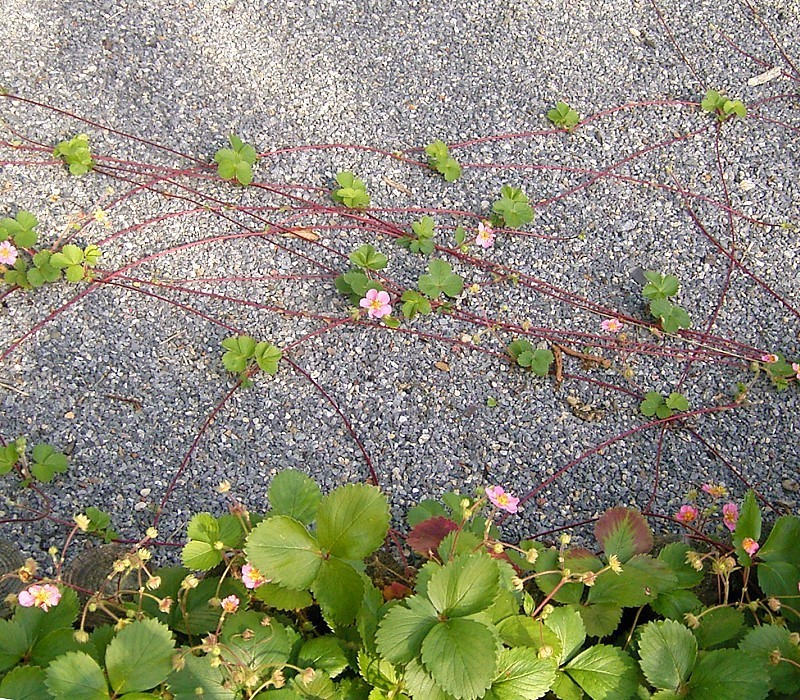
Un exemple de reproducció asexual, els estolons de la maduixera arrelen lluny de la planta mare i generen noves plantes.

Diagrama amb els diferents moments del procés de mitosi, reproducció asexual.

La reproducció vegetal és el procés de producció de noves plantes a partir de les existents. Pot ser de dos tipus, reproducció sexual o reproducció asexual. La reproducció sexual es basa en la fusió gàmetes (mascle i femella) i produeix descendència genèticament diferent a la planta o plantes progenitores. La reproducció asexual produeix descendència genèticament idèntica a la única planta progenitora i no implica la fusió de gàmetes.
Ambdós mètodes de reproducció tenen avantatges i inconvenients, en especial si hom considera les condicions del medi on viuen les plantes. L'avantatge genèric més important de la reproducció sexual és la diversitat genètica dels individus que es generen i el de la reproducció asexual la possibilitat que un sol individu es multipliqui tot sol se sense necessitat de material genètic de cap altre. Quan les condicions són estables, la reproducció asexual és més ràpida i avantatjosa perquè produeix individus idèntics als que ja s'hi han adaptat al medi. Però aquest avantatge pot esdevenir un problema si hi ha un canvi sobtat a les condicions del medi, atès que tota la població podria morir en ser afectada de la mateixa manera. En aquestes condicions de canvi, la diversitat que produeix la reproducció sexual seria un gran avantatge perquè davant canvis sobtats hi hauria uns pocs individus que podrien adaptar-s'hi i sobreviure assegurant la continuïtat de l'espècie.
En entorns extrems la reproducció sexual és més complicada, per exemple en el cas de poblacions molt disperses on les condicions no permeten que prosperin concentracions de plantes, la pol·linització creuada pot ser molt difícil per la dificultat de que el pol·len d'una planta arribi a una altra. S'ha constatat que el nombre d'espècies capaces de reproduir-se asexualment s'incrementa a mesura que disminueix la distància als pols terrestres.
Un exemple molt conegut de destrucció massiva a causa de la manca de diversitat genètica ha estat el dels oms anglesos, durant els anys 70 del segle passat a causa de la grafiosi. L'om anglès havia estat considerat una espècie coneguda com a Ulmus procera (avui dia un sinònim d'Ulmus minor), però estudis recents han confirmat que es tractava d'un clon d'om comú (Ulmus minor) introduït pels romans i propagat massivament per les Illes Britàniques. La manca de diversitat genètica va ser clau per tal que la malura afectés de manera massiva els arbres.

## Reproducció sexual
La reproducció sexual és el tipus de reproducció predominant entre les plantes, implica que hi hagi un procés de fecundació que es pot produir de dues maneres, per al·logàmia o per autogàmia. L'al·logàmia o fecundació creuada és la fecundació d'un progenitor per un gàmeta d'un altre individu, mentre que l'autogàmia és la fecundació per gàmetes provinents del mateix individu.
En la reproducció, unió dels dos nuclis sexuals, el masculí i el femení, tot i que aquests no se solen diferenciar morfològicament, les cèl·lules de què formen part són normalment diverses morfològicament o per comportament. Ambdues cèl·lules es denominen gàmetes. En el cas que es formin dins d'una cavitat especial es denomina gametangi. zigot és la cèl·lula que resulta de la unió de dos gàmetes.

## Reproducció asexual
La reproducció asexual només involucra un únic progenitor i es pot dur a terme per dues vies, l'agamospèrmia i la reproducció vegetativa. L'agamospèrmia és el procés de formació de llavors sense procés sexual de fecundació. La reproducció vegetativa genera nous individus genèticament idèntics al progenitor a partir d'alguna part d'una planta, com ara estolons, brots, esqueixos, bulbs, tubercles, rizomes o corms.